# Sula
Lúcij Kornélij Súla Féliks (latinsko Lvcivs Cornelivs Svlla Felix), rimski politik, diktator in vojskovodja, * 138 pr. n. št., † 78 pr. n. št.
Sula je bil potomec patricijske Kornelijske rodbine. Od 107 pr. n. št. se je kot kvestor pod Marijem v Afriki uspešno bojeval proti numidijskemu kralju Jugurti. Prav tako je bil udeleženec v zmagoviti kimbrski invaziji. Med tako imenovano zavezniško vojno od leta 91 do leta 88 pr. n. št. je pregnal Samnite iz Kampanije. Ob koncu zavezniške vojne so ga izvolili za konzula. Bil je predstavnik stranke optimatov, v kateri so bili predvsem predstavniki senata. Senat ga je razglasil za vrhovnega poveljnika rimske vojske v boju proti pontskem kralju Mitridatu VI. Evpatorju. Mariju, ki je bil vodja popularov, je s pomočjo Publija Sulpicija Rufa uspelo doseči preklic imenovanja, a Sula je z vojsko vkorakal v Rim kjer se mu je pridružil Pompej veliki in Marija uspešno pregnal v severno Afriko. Med prvo mitradatsko vojno (89-84 pr. n. št.) je leta 86 pr. n. št. premagal Mitradata v bitki pri Hajroneji in leta 85 pr. n. št. v bitki pri Orhomenu. Leta 82 pr. n. št. je v krvavem obračunu pobil Marijeve privržence in razglasili so ga za diktatorja z neomejenim mandatom. S preoblikovanjem zakonov je okrepil vlogo in moč senata. Nato je na začetku leta 79 pr. n. št. odstopil s položaja diktatorja. Pozneje je napisal svoje spomine.

## Videz in značaj
Sula je bil rdeče-blond in modrook, njegov mrtvo bel obraz pa je bil prekrit z rdečimi lisami. Plutarh ugotavlja, da je Sula menil, da mu "njegova zlata glava las daje edinstven videz."
Pravili so, da je imel dvojnost: bil je šarmanten, lahko dostopen in se je znašel v situaciji, ko se je znašel v družbi najbolj preprostih ljudi, hkrati pa je imel strog značaj, ko je vodil vojske in bil diktator. Primer njegove šarmantne plati je bil, da so njegovi vojaki peli pesmico o Sulovem enem testisu, čeprav brez resnice, kar je sam dopustil kot "rad imam šale". Zaradi te dvojnosti oziroma nedoslednosti je bil zelo nepredvidljiv in "ob najmanjši pretvezi je lahko dal človeka križati, ob drugi priložnosti pa je najbolj grozljive zločine omalovaževal ali pa je z veseljem odpustil najbolj neodpustljive prekrške in nato nepomembne prekrške kaznoval s smrtjo in zaplembo premoženja."
Njegove ekscese in nagnjenost k razuzdanosti bi lahko pripisali težkim okoliščinam njegove mladosti, kot je izguba očeta v najstniških letih in ljubeči mačehi, kar je od zgodnje mladosti zahtevalo neodvisno žilico. Zaradi relativne revščine v mladosti se je oddaljil od svojih patricijskih sorodnikov, kar mu je omogočilo druženje z veseljaki in izkušnjo nižje plati človeške narave. To "neposredno" razumevanje človeških motivacij in navadnega rimskega državljana lahko pojasni, zakaj je lahko uspel kot general, kljub temu da pred tridesetim letom ni imel nobenih pomembnih vojaških izkušenj. 
Zgodovinar Gaj Salustij Krisp podrobneje opisuje Sullin značaj:

Dobro je poznal tako grško kot rimsko literaturo in imel resnično izjemen um. Bil je predan užitkom, a še bolj slavi. Nikoli ni dovolil, da bi njegove razuzdanosti motile njegove dolžnosti, ampak jim je posvetil ves svoj prosti čas. Bil je zgovoren in pameten ter si je zlahka sklepal prijateljstva. Ko je šlo za skrivanje svojih namenov, je bil njegov um neverjetno nedoumljiv, a do vsega drugega je bil izjemno radodaren; še posebej do denarja. 

## Kronologija
- ok. 138 pr. n. št.: rojen v Rimu;
- 110 pr. n. št.: Poroči se s prvo ženo;
- 107–105 pr. n. št.: Kvestor in »pro quaestore« Gaju Mariju v Jugurtinski vojni z Jugurto v Numidiji;
- 106 pr. n. št.: konec Jugurtinove vojne;
- 104 pr. n. št.: Legat Mariju (služi svoj drugi konzulat) v Galiji Transalpina;
- 103 pr. n. št.: Tribunus militum v vojski Mariusa (služi svoj tretji konzulat) v Galiji Transalpina;
- 102–101 pr. n. št.: »Legat« Quintus Lutatius Catulus (ki je bil takrat konzul) in »proconsule« v Galiji Cisalpina;
- 101 pr. n. št.: Sodeloval pri porazu Kimbrov v bitki pri Vercellae
- 97 pr. n. št.: Praetor urbanus
- 96 pr. n. št.: Propraetor province Kilikija, pro consule;
- 90–89 pr. n. št.: višji častnik v Zavezniški vojni (91–87 pr. n. št.), kot legatus pro praetore;
- 88 pr. n. št.:
  - Prvič prevzame konzulat, s kolegom Kvintom Pompejem Rufom (konzul 88 pr. n. št.)
  - Pohod na Rim (88 pr. n. št.) in izobčenje Marija
- 87 pr. n. št.: Poveljuje rimskim vojskam, da se borijo proti kralju Mitridatu Pontskemu v prvi mitridatovi vojni
- 86 pr. n. št.: Sodeluje v plenjenju Aten (86 pr. n. št.), bitki pri Heroneji (86 pr. n. št.)in bitki pri Orhomenu.
- 85 pr. n. št.: Osvobodi province Makedonijo, Azijo in Kilikijo izpod pontske okupacije.
- 84 pr. n. št.: Reorganizira provinco Azijo.
- 83 pr. n. št.: Vrne se v Italijo in začne državljansko vojno proti frakcijski vladi Marijanov.
- 83–82 pr. n. št.: Vstopi v vojno s privrženci Gaja Marija Mlajšega in Cine.
- 82 pr. n. št.: Zmaga v bitki pri Kolinskih vratih.
- 82/81 pr. n. št.: Imenovan za diktatorja legibus faciendis et rei publicae constituendae causa.
- 80 pr. n. št.: Drugič prevzame konzulat. Njegov kolega je bil Kvint Cecilij Metel Pij. Na začetku leta odstopi z diktature.<ref>Badian 2012. »Datum njegove formalne abdikacije diktature ... se še vedno zdi najbolje postaviti na začetek leta 80 ... starejše mnenje, da je ostal diktator do leta 79, je bilo opuščeno.«<ref>
- 79 pr. n. št.: Umakne se iz političnega življenja in zavrne provincialno poveljstvo Galije Cisalpina po imenovanju za konzula, vendar obdrži pooblastilo za obnovo templjev na Kapitolu.
- 78 pr. n. št.: Umre, morda zaradi črevesne razjede, pogreb pa je potekal v Rimu.

Glej tudi:
- Kimbrska vojna
- Jugurtinska vojna
- Zavezniška vojna
- Prva mitridatska vojna
- Bellum Octavianum
- Sullina državljanska vojna